# Arthur Wellesley (1807-1884)

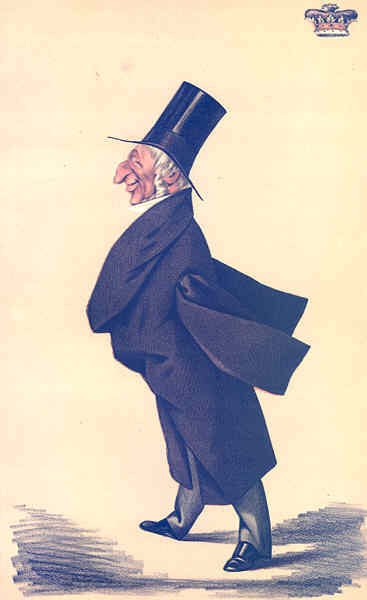
Karikatuur van Wellesley door Adriano Cecioni, in Vanity Fair, juni 1872.

Luitenant-generaal Arthur Richard Wellesley, 2e hertog van Wellington (3 februari 1807 - 13 augustus 1884) was een militair en een Britse edelman.
Hij was de zoon van Arthur Wellesley, 1e hertog van Wellington en Kitty Pakenham, dochter van Edward Pakenham, 2e baron Longford, en volgde zijn vader op als hertog van Wellington in 1852.
In 1853 werd hij ingewijd raadslid en een ridder in de Orde van de Kousenband in 1858. In 1863 erfde hij de Ierse titel van graaf van Mornington van zijn neef. In 1839 huwde hij met Elizabeth Hay, maar zij hadden geen kinderen, zodat bij zijn dood zijn neef Henry zijn titels erfde.